# Agrias bogotana
Agrias bogotana är en fjärilsart som beskrevs av Hans Fruhstorfer 1895. Agrias bogotana ingår i släktet Agrias och familjen praktfjärilar. Inga underarter finns listade i Catalogue of Life.